# János Áder
János Áder (wym. [jaːnoʃ aːdɛr]; ur. 9 maja 1959 w Csornie) – węgierski polityk i prawnik, przewodniczący węgierskiego parlamentu w latach 1998–2002, eurodeputowany od 2009 do 2012. Prezydent Węgier w latach 2012–2022.

## Życiorys
Urodził się w 1959 w Csornie jako najstarszy z rodzeństwa. Jego ojciec był zastępcą kierownika w lokalnym sklepie, a matka pracowała w służbie zdrowia. Edukację rozpoczął w swym rodzinnym mieście, po czym ukończył szkołę średnią w Győr. W 1983 ukończył studia prawnicze na Uniwersytecie im. Loránda Eötvösa w Budapeszcie. Żonaty z prawniczką Anitą Herczegh, ma czworo dzieci.
Po ukończeniu studiów pracował przez pewien czas w Departamencie Mieszkalnictwa VI dzielnicy Budapesztu (Terézváros). Następnie od 1986 do 1990 był zatrudniony w Instytucie Socjologii Węgierskiej Akademii Nauk.
Pod koniec lat 80. zaangażował się w działalność polityczną. W 1987 uczestniczył w spotkaniu opozycyjnych działaczy w Lakitelek, w czasie którego zadecydowano o utworzeniu Węgierskiego Forum Demokratycznego. W kolejnym roku znalazł się wśród założycieli Związku Młodych Demokratów, na bazie którego powstała partia Fidesz. W 1989 brał udział w rozmowach opozycji z władzami przy okrągłym stole dotyczącym transformacji ustrojowej w kraju i zakończenia jednopartyjnych rządów Węgierskiej Socjalistycznej Partii Robotniczej.
Od 1990 do 2009 sprawował mandat posła do Zgromadzenia Narodowego, przy czym od 18 czerwca 1998 do 15 maja 2002 zajmował stanowisko jego przewodniczącego, a w latach 1997–1998 oraz 2006–2009 wiceprzewodniczącego. Od 1996 do 2002 pełnił funkcję przewodniczącego klubu parlamentarnego Fideszu, a w latach 2002–2003 prezesa partii. W 1990, 1994 i 1998 kierował kampanią wyborczą swojego ugrupowania.
W wyborach europejskich w 2009 uzyskał mandat deputowanego do Parlamentu Europejskiego z czwartego miejsca listy krajowej swojego ugrupowania. Został członkiem grupy Europejskiej Partii Ludowej. Pełnił funkcję wiceprzewodniczącego Komisji ds. Środowiska, Zdrowia Publicznego i Bezpieczeństwa Żywnościowego.
Po rezygnacji ze stanowiska szefa państwa przez Pála Schmitta w związku z wykryciem plagiatu w jego pracy doktorskiej, został 16 kwietnia 2012 wyznaczony przez premiera Viktora Orbána, a następnie zatwierdzony przez klub parlamentarny Fideszu, kandydatem na urząd nowego prezydenta, zaś 2 maja został wybrany na ten urząd przez Zgromadzenie Narodowe. Był jedynym kandydatem, uzyskując poparcie 262 z 386 deputowanych. 40 deputowanych opozycyjnej partii Jobbik zagłosowało przeciwko jego kandydaturze, podczas gdy deputowani pozostałych dwóch partii opozycyjnych, Węgierskiej Partii Socjalistycznej i stronnictwa Polityka Może Być Inna, zbojkotowali głosowanie. Urzędowanie rozpoczął 10 maja. W trakcie kadencji korzystał z prawa weta wobec niektórych rządowych ustaw m.in. związanych z prawem do informacji publicznej.
13 marca 2017 został ponownie wybrany przez Zgromadzenie Narodowe na stanowisko prezydenta, będąc kandydatem rządzącego Fideszu i koalicyjnej KDNP. W pierwszej turze głosowania otrzymał 131 głosów poparcia. Ponieważ nie uzyskał wymaganej większości 2/3 głosów, konieczne było przeprowadzenie drugiej tury, w której ponownie zdobył 131 głosów, podczas gdy jego kontrkandydat László Majtényi, popierany przez lewicową opozycję z dawnej koalicji Jedność, dostał 39 głosów. Rozpoczęcie drugiej kadencji prezydenta nastąpiło 10 maja 2017. 10 maja 2022 na stanowisku zastąpiła go Katalin Novák.

## Odznaczenia
- Order Świętego Stefana (z urzędu)
- Krzyż Wielki z Łańcuchem i Złotopromienną Gwiazdą Orderu Zasługi (z urzędu)[9]
- Krzyż Wielki Świętego Konstantyńskiego Orderu Wojskowego Świętego Jerzego (domowy Burbonów Obojga Sycylii, 2016)[10]
- Order Orła Białego (Polska, 2019)[11][12]
- Order Księcia Jarosława Mądrego I klasy (Ukraina, 2021)[13]